# Éric Martin (universitaire)
Pour les articles homonymes, voir Éric Martin et Martin.
Éric Martin est un universitaire français, directeur de l'École nationale supérieure d'ingénieurs de Bretagne-Sud à compter du 1er août 2018, président de l'Université de Bretagne Sud en France de 2005 à 2010 et membre de la Conférence des présidents d'université.

## Formation universitaire
Il est étudiant à l'École normale supérieure de Cachan avant d'obtenir en 1986 l'agrégation en génie électrique à université Paris sud. Il obtient à l'université de Rennes 1 une habilitation à diriger des recherches en 1993. En 1994 il obtient un poste de professeur des universités à l’université de Bretagne-Sud.

## Carrière comme enseignant
Assistant normalien à l'université de Paris XI Orsay de 1984 à 1986. Professeur à l'école d'ingénieur de Monastir (Tunisie) ENIM de 1986 à 1988. Maître de conférences à l'école d'ingénieur ENSSAT de Lannion de 1988 à 1994. Professeur des universités à l'Université de Bretagne Sud depuis 1994. Recteur de l'académie de Besançon de 2010 à 2014. 

## Fonctions administratives
Il participe à la création d'une école d'ingénieur en Tunisie, ainsi qu'à la création de l'ENSSAT en 1998.
Éric Martin est élu second président de l'UBS le 3 décembre 2004. Sa réélection par le conseil d’administration de l’université le 28 mars 2008 lors de l’application de la LRU fait courir son mandat jusqu’en janvier 2010. Celui-ci décide de ne pas se représenter lors de l'élection de la présidence du 4 décembre 2009 afin de se consacrer à ses recherches et pour des raisons personnelles.
Son mandat est marqué par plusieurs évènements clef pour cette université. L'école doctorale de l'université ferme par décision du ministère, et des partenariats doivent être passés avec les autres universités de la région pour mettre en place des partenariats avec les écoles doctorales de celles-ci. L'ENSIBS, l'école d'ingénieurs de l'université, ouvre en 2007. Le campus Tohannic se développe à Vannes et le déménagement de la Faculté de droit, des sciences économiques et de gestion est décidé. Des classes préparatoires sont aussi ouvertes. L'université se restructure dans le même temps sous les effets de lois de finances, de loi sur la recherche, et de la LRU.
Le 18 décembre 2008, il est élu à la Commission recherche et réélu la Commission permanente de la Conférence des présidents d'université.
Il est nommé recteur de l'académie de Besançon le 24 mars 2010, et achève cette mission le 18 décembre 2014,, remplacé par Jean-François Chanet.
Il est nommé directeur de l'ENSIBS, à compter du 1er août 2018, par arrêté de la ministre de l'Enseignement supérieur, de la Recherche et de l'Innovation en date du 19 mars 2018, publié au bulletin officiel de l'Enseignement supérieur, de la Recherche et de l'Innovation du 12 avril 2018.

## Décorations
- Chevalier de la Légion d'honneur (2010)
- Commandeur de l'ordre des Palmes académiques (2010)